# Escut de la Trinitat
L'Escut de la Trinitat és una imatge creada a l'edat mitjana per resumir gràficament la doctrina de la Santíssima Trinitat. També s'anomena en llatí "scutum fidei", l'escut de la fe.
L'escut està compost per quatre cercles. Un d'ells, ubicat al centre, conté la paraula Déu i formant un triangle que envolta aquest cercle hi ha quatre cercles idèntics que contenen els noms de les persones de la Trinitat: Pare, Fill i Esperit Sant. Aquests cercles estan units per línies on s'indica "és" i "no és", referint-se que les tres possibles cares de Déu són i no són el mateix, exemplificant així el misteri de la doctrina trinitària. Les paraules "no és" ajuden a formar el triangle, són els costats i els cercles els seus vèrtex, mentre que les paraules "és" uneixen els tres cercles exteriors amb el cercle central. D'aquesta manera, si es desenvolupen tots els enunciats possibles, s'obté que les tres persones són Déu però que no són el mateix entre elles.

Representació tradicional de l'Escut de la Trinitat en la versió llatina original.

El simbolisme de l'emblema recull la tradició iconogràfica cristiana. El cercle indica perfecció i conté les paraules dels noms divins. El triangle és una figura divina i està formada per tres costats, essent tres un nombre sagrat per correspondre justament a les tres persones trinitàries, tal com explica Francis Bacon. Alternant com a subjecte de les proposicions els cercles exteriors i l'interior es poden obtenir dotze enunciats diferents referits a la divinitat i el nombre dotze es refereix als dotze deixebles de Jesús.
Les primeres representacions de l'Escut de la Trinitat daten del segle xii i tenen com a influències tant el Nus borromeu, que al seu torn prové dels símbols inspirats en la trisquela indoeuropea i la representació de l'arbre de la vida en la tradició de la Càbala, on les sefirot apareixen igualment com a cercles units per línies. La imatge apareix sobretot en llibres teològics i després apareixerà com a decoració de vitralls i il·lustracions diverses. La màxima popularitat de l'escut s'assoleix al renaixement. La representació pot aparèixer sola o dins d'un escut real, considerat part de les armes dels cristians per defensar la seva fe. En aquest aspecte, figura als braços de cavallers cristians en manuscrits o com a complement de l'espasa tradicional de l'arcàngel Miquel. L'escut pot presentar variants, com la posició dels cercles exteriors o l'orientació inversa del triangle. També es consideren variacions regulars el símbol que presenta el triangle amb els costats arrodonits, per concordar amb les vores externes de l'escut d'armes.